# ارم‌پشت
ارم پشت یا آباد ارم پشت‎ یکی از روستاهای با قدمت تاریخی در دهستان براآن شمالی بخش مرکزی شهرستان اصفهان استان اصفهان ایران است.

## جمعیت
بر پایه سرشماری عمومی نفوس و مسکن در سال ۱۳۹۵ جمعیت این روستا ۲۲۰ نفر (۶۱خانوار) بوده است.